# Општина Зајас
Општина Зајас је некадашња општина Југозападне области у Северној Македонији. Седиште општине било је истоимено село Зајас.
Године 2013. општина Зајас је прикључена општини Кичево.

## Положај
Општина Зајас налазила се у западном делу Македоније. Са других страна налазиле су се друге општине Македоније:
- север — Општина Гостивар
- исток — Општина Осломеј
- југ — Општина Кичево
- југозапад — Општина Другово
- запад — Општина Маврово и Ростуша

## Природне одлике
Рељеф: Некадашња општина Зајас заузима виши део Кичевског поља, у долини Зајаске реке. На западу општине уздиже се планина Бистра.
Клима у некадашњој општини Зајас влада оштрија варијанта умерене континенталне климе због знатне надморске висине.
Воде: Најважнији ток у некадашњој општини Зајас је Зајаска река, а сви мањи водотоци су њене притоке.

## Становништво
Општина Зајас имала је по последњем попису из 2002. г. 11.605 ст., од чега у седишту општине, селу Зајасу, свега 4.712 ст. (41%). Општина је била средње густо насељена.
Национални састав по попису из 2002. године био је:
|           | Број   | Постотак |
| Укупно    | 11.605 | 100%     |
| Албанци   | 11.308 | 97,4%    |
| Македонци | 211    | 1,8%     |
| остали    | 86     | 0,7%     |

## Насељена места
Некадашња општина Зајас укључивала је 13 насељених места, сва са статусом села:
| - Зајас - Бачишта - Букојчани - Горње Строгомиште - Грешница | - Лапкин До - Доње Строгомиште - Колари - Колибари - Лешница | - Мидинци - Речани - Тајмиште |  |